# Rainbow (película)
Rainbow es una película española de comedia musical del 2022 dirigida por Paco León, versión libre y contemporánea de El maravilloso mago de Oz, la novela de Lyman Frank Baum. Está protagonizada por Dora Postigo y Ayax Pedrosa. Se estrenó en los cines el 23 de septiembre de 2022; así como en la plataforma Netflix una semana más tarde el 30 de septiembre.

## Sinopsis
La película narra el viaje iniciático de una chica en una versión contemporánea y muy libre inspirada en el clásico literario El maravilloso mago de Oz.

## Reparto
- Dora Postigo como Dora
- Carmen Maura como Coco
- Carmen Machi como Maribel
- Luis Bermejo como José Luis
- Ayax Pedrosa como Muñeco
- Wekaforé Jibril como Akin
- Hovik Keuchkerian como Diego
- Cuentos Rosales como Lilith
- Rossy de Palma como Modelo
- Ester Expósito como Modelo
- Viridiana Moreno como Rosita
- Emilio Gavira como Félix
- Naiara Música como Gemelas
- Carmina Barrios como Valle
- Samantha Hudson como Ingrid
- Armando Buika como Antonio
- Alex de la Croix como Binguera

## Producción
La película fue anunciada en mayo de 2021 por una nota a través de Mediaset España. Paco León ejerce de director, productor y guionista de la película, mientras que el elenco se integra de jóvenes talentos de la música como Dora Postigo, Áyax Pedrosa y Wekaforé Jibril junto a los consagrados actores y actrices Carmen Maura, Carmen Machi y Luis Bermejo. El rodaje comenzó el 2 de agosto del mismo año, anunciándose también la incorporación al elenco de Hovik Keuchkerian, Samantha Hudson, Carmina Barrios, Alex de la Croix y Soraya Yasmin, además de las colaboraciones especiales de Rossy de Palma y Ester Expósito.